# Rzeki (Sadek)
Rzeki – część wsi Sadek w Polsce, położona w województwie małopolskim, w powiecie limanowskim, w gminie Jodłownik.